# Fisher Island
Fisher Island es un lugar designado por el censo ubicado en el condado de Miami-Dade en el estado estadounidense de Florida. En el Censo de 2010 tenía una población de 132 habitantes y una densidad poblacional de 174,54 personas por km².

## Geografía
Fisher Island se encuentra ubicado en las coordenadas 25°45′40″N 80°8′32″O / 25.76111, -80.14222. Según la Oficina del Censo de los Estados Unidos, Fisher Island tiene una superficie total de 0.76 km², de la cual 0.74 km² corresponden a tierra firme y (2.4%) 0.02 km² es agua.

## Demografía
Según el censo de 2010, había 132 personas residiendo en Fisher Island. La densidad de población era de 174,54 hab./km². De los 132 habitantes, Fisher Island estaba compuesto por el 92.42% blancos, el 2.27% eran afroamericanos, el 0% eran amerindios, el 4.55% eran asiáticos, el 0% eran isleños del Pacífico, el 0% eran de otras razas y el 0.76% pertenecían a dos o más razas. Del total de la población el 15.15% eran hispanos o latinos de cualquier raza.